# Intoxication au mercure
 Mise en garde médicale
L'intoxication au mercure est également appelée hydrargisme, hydrargyrie ou hydrargyrisme. Le mercure est un métal très toxique mais il est important de distinguer les effets des sels de mercure (mercure sous forme ionisée) Hg2+ et Hg+ du mercure métallique Hg0, des effets des composés organiques du mercure (méthylmercure CH3Hg notamment) beaucoup plus toxiques. Cet élément est d'autant plus nocif qu'il s'évapore facilement et que ses vapeurs sont aisément assimilées par l'organisme. De plus, l'absorption simultanée de cuivre, de zinc ou de plomb tend à accroître le pouvoir nocif du mercure.

## Mécanisme
Le mercure interfère avec la cystéine et le groupe thiol de nombreuses molécules, avec des effets oxydants, une apoptose, une modification des réactions d'oxydo-réduction.

## Symptômes
Ils sont nombreux et variés, et dépendent des formes et de la gravité de l'intoxication, car la toxicité du mercure ou de certains de ses composés varie selon les composés ou la forme (liquide ou vapeur) du mercure.
Cette toxicité affecte principalement :
- les fonctions cérébrales (le mercure est neurotoxique)[2], avec une asthénie, des troubles de la mémoire, un syndrome dépressif[3] ;
- les fonctions rénales (néphrotoxique) avec, le plus souvent, un syndrome néphrotique[4] ;
- le système endocrinien ; le mercure est soupçonné d'être un perturbateur endocrinien
- la vie cellulaire : il a un effet cytotoxique sur les cellules souches du système nerveux central (de même que de faibles doses de plomb ou de paraquat)[5]. Il peut affecter la division cellulaire ; le mercure est soupçonné de pouvoir induire ou co-induire certains cancers (on a par exemple observé des cas de leucémie au Japon concomitants à Minamata). Sur le modèle animal, il peut induire des altérations du sang[6], une apoptose[7],[8] et des aberrations chromosomiques[9].

Certaines intoxications dont l'intoxication aiguë au mercure peuvent aussi affecter le champ visuel (voire conduire à la cécité), et il a été récemment (2015) confirmé que le risque de glaucome augmente statistiquement chez les personnes ayant un taux sanguin de mercure plus élevé que la moyenne (cette étude a aussi mis en évidence un risque accru en cas de faible taux sanguin de manganèse, alors qu'aucune association n'a été découverte pour le plomb et le cadmium sanguin ou l'arsenic dans les urines, selon une étude basée sur 2 600 Coréens de 19 ans et plus.
Une étude dans la revue Environmental Health Perspectives de juillet 2023 établit un lien entre l'intoxication au mercure et les tentatives de suicide.

## Histoire
À l'époque romaine, les criminels condamnés à travailler dans les mines de cinabre (sulfure de mercure(II), HgS) avaient une courte espérance de vie. Au Ier siècle, Pline l'Ancien décrivait déjà les symptômes de l'empoisonnement au mercure.
Ce problème reste actuel : aux États-Unis, aujourd'hui, près de 12 % des femmes en âge de procréer ont un taux de mercure sanguin supérieur aux recommandations de l'Agence de protection de l'environnement des États-Unis. En 2006 une étude menée par l'Agence française de sécurité sanitaire des aliments avait établi qu'en France 32% des femmes en âge de procréer dépassaient la dose hebdomadaire tolérable provisoire (DHTP). Le méthylmercure, transmis à l'enfant entre autres lors de la grossesse, affecte le fonctionnement de son cerveau.

Une étude espagnole a établi en 2010 un lien entre la présence de mercure dans les cheveux des enfants (en moyenne 1 μg/g), et des résultats inférieurs lors des tests de langage et de mémoire.

Une nouvelle étude publiée en octobre 2017 a porté sur les effets socio-psychopathologiques de l'exposition à de faibles doses de plomb et/ou de mercure chez des enfants au moment de la puberté (sur un échantillon bi-racial de 203 enfants de 9 à 11 ans) ; celle-ci a inclus des tests de réactivité vagale face au stress, réactivité réflexe qui est contrôlée par le système parasympathique, et a conclu que plus le taux de mercure sanguin de l'enfant en puberté est élevé, plus il présente de risques de troubles du spectre autistique si l'enfant fait partie de ceux qui présentent un tonus vagal prolongé lors d'un stress aigu (alors que le plomb ne semble pas modifier la réactivité vagale). Les auteurs invitent à prolonger ces recherches pour confirmer cette causalité ou préciser les mécanismes en jeu.

### Les maladies professionnelles
Des solutions de nitrate de mercure ont servi à préserver et traiter les peaux et feutres en vue de la fabrication de chapeaux. Cela aurait inspiré Lewis Carroll pour le personnage du chapelier fou dans Alice au pays des merveilles. En France, les maladies liées au mercure ont été parmi les premières reconnues comme maladies professionnelles dès 1919.
À la suite des progrès de la chimie analytique et pour mieux détecter les intoxications chroniques ou aiguës par des métaux et métalloïdes toxiques, des praticiens et chercheurs hospitaliers ont récemment (2010) proposé de compléter les bilans sanguins et bilans de santé classiques par un profil métallique incluant notamment le mercure, le plomb et le cadmium, mais aussi d'autres métaux ou métalloïdes toxiques.

### Les intoxications aiguës accidentelles
- Incendie d'Idrija (Slovénie) en 1803 : 900 personnes intoxiquées.
- Accident à bord du navire Triumph en 1810 : ce navire transportait des vessies de mercure. Leur ouverture accidentelle et les vapeurs de mercure consécutives causèrent la mort de trois personnes. Deux cents autres tombèrent malades.
- Mort en juin 1997 d'une professeur de chimie américaine, Karen Wetterhahn, par diffusion transcutanée de diméthylmercure après que quelques gouttes de ce liquide aient traversé son gant de latex, et pénétré sa peau[17], en moins de 15 secondes[18].

### Intoxications d'origine alimentaire

#### Consommation de semences empoisonnées
On a utilisé dès 1890 des composés à base de mercure pour une meilleure conservation des semences. Cette pratique s'est généralisée à partir de 1915.
Cela a donné lieu depuis à de nombreux accidents. Des personnes furent empoisonnées en consommant par erreur des semences traitées. Voici les exemples connus : 
- Irak :
  - 1956, 1960 : 35 morts
  - 1971 : 459 morts et au moins 6 530 hospitalisations répertoriés[19]
- Pakistan, 1961 : 4 morts
- Guatemala, 1966 : 20 morts
- Russie, 1970 : 2 morts
- Ghana, 1974 : 20 morts
- États-Unis, 1970 : 3 morts

Le traitement des semences à l'aide de composés mercuriques est interdit depuis 1982 en Europe de l'Ouest.
Les composés utilisés pour le traitement étaient notamment : le chlorophénylmercure, l'acétate de phénylmercure, le chlorure de méthylmercure, le phosphate d'éthylmercure, etc.

#### Consommation de poissons et fruits de mer
Ce problème a été porté à la connaissance du grand public par la tragédie de la baie de Minamata au Japon.
Le poisson et les fruits de mer restent l'une des premières sources de mercure alimentaire au Japon et dans le monde. Ceci a notamment été confirmé par une étude de 7 années, au milieu de laquelle est survenu le grand séisme de 2011 de la côte Pacifique du Tōhoku (magnitude 9,0), sur la contamination par le mercure (suivi de près de 500 couples mère-enfant : 157 enfants suivis avant la catastrophe et 335 après la catastrophe). Les niveaux totaux de mercure (THg) ont été suivis pour cette cohorte, ainsi que le lien entre niveaux de THg à la naissance et le moment de l'étude. Les 2 groupes (pré-désastre et post-désastre) ne présentaient pas de différences pour le sang de cordon (16,3 et 16,1 ng g-1, respectivement) de même pour le mercure dans les cheveux maternels à la parturition (2,57 et 2,55 μg g-1, respectivement), par contre le THg mesuré dans les cheveux des enfants de 7 ans étaient nettement plus bas dans le groupe post-catastrophe (1,79 μg g-1) que dans l'autre groupe (2,51 μg g-1) et cette différence restait significative après ajustement pour le niveau d'exposition prénatale de THg. Dans tous les cas le THG sang-cordon était significativement corrélé au THg des cheveux maternels à l'accouchement et des cheveux des enfants de 7 ans, cependant une diminution moyenne de 29 % du taux de mercure des cheveux des enfants était observé après la catastrophe ; elle ne semble pouvoir s'expliquer que par le fait que ces enfants n'ont pas pu consommer de poisson et fruits de mer comme d'habitude, en raison des effets du tremblement de terre sur la pêche (bateaux et infrastructures détruites par le tsunami et crainte de manger des poissons radioactifs). Les auteurs insistent sur le fait que le taux de mercure à 7 ans reflétaient néanmoins encore « dans une certaine mesure » le niveau d'exposition prénatale.
L'utilisation du mercure dans l'exploitation aurifère en forêts tropicales pose aussi de graves problèmes de santé publique pour les populations indigènes (entre autres chez les Amérindiens de Guyane, qui consomment beaucoup de poissons contaminés par les sites d'orpaillage).
Certaines populations inuit et/ou insulaires qui dépendent beaucoup du poisson ou des produits de la mer pour la ration protéique et leur alimentation sont également très concernées (aux Seychelles par exemple).
De manière générale, il convient par précaution d'éviter que les femmes enceintes et les enfants de moins de 2 ans consomment plusieurs fois par mois des gros poissons de haute mer, surtout ceux situés tout au sommet de la chaîne alimentaire (notamment, dorade, espadon, marlin, grenadier, bar, requin et thon) : un poisson contaminé peut contenir 23 mg de mercure par kg de poids humide. Le contenu intracellulaire en mercure dans le phytoplancton peut être 100 000 fois supérieur à la concentration de l'eau environnante. Les poissons prédateurs d'eau douce peuvent également être contaminés. La concentration en mercure des mollusques bivalves filtres, est de 50 mg par kilo en moyenne pour les moules : la prudence reste de mise, les moules et les huîtres peuvent en outre présenter des concentrations de polluants en particulier des taux de cadmium particulièrement élevés — jusqu'à 19 mg par kilo.

#### Normes sur la présence de mercure dans les poissons
Les normes varient d'un pays à l'autre. L'OMS a adopté en 2003 une dose hebdomadaire totale provisoire (DHTP) de 1,6 μg meHg/kg mc/sem. Aux États-Unis, le seuil à ne pas dépasser de méthylmercure est de 0,7 μg meHg/kg mc/sem. En France, l'AFSSA estimait en 2004 qu'il n'était pas nécessaire de modifier la recommandation de 2002, à savoir 3,3 μg meHg/kg mc/sem. Les normes pour la commercialisation du poisson en Europe varient suivant les espèces : pour certains poissons, qui se trouvent être parmi les plus pollués — raie, thon, espadon, dorade… — la dose de mercure admissible est deux fois plus élevée que pour les autres espèces commercialisées en Europe,.

## Du mercure commeremède
Le calomel (chlorure mercureux) était autrefois utilisé comme diurétique et purgatif. Un tel traitement pourrait avoir causé la mort d'Agnès Sorel, dont l'autopsie, effectuée en 2004, révéla une grave intoxication au mercure.

### Le mercure et la syphilis
En 1527, Paracelse préconisait déjà le mercure en poudre comme principe actif d'onguent (pommade grise) pour guérir la syphilis. Ce remède a malheureusement été plus ou moins utilisé jusqu'à l'arrivée de la pénicilline.

## Le mercure dans la vie quotidienne

### Dans les amalgames dentaires

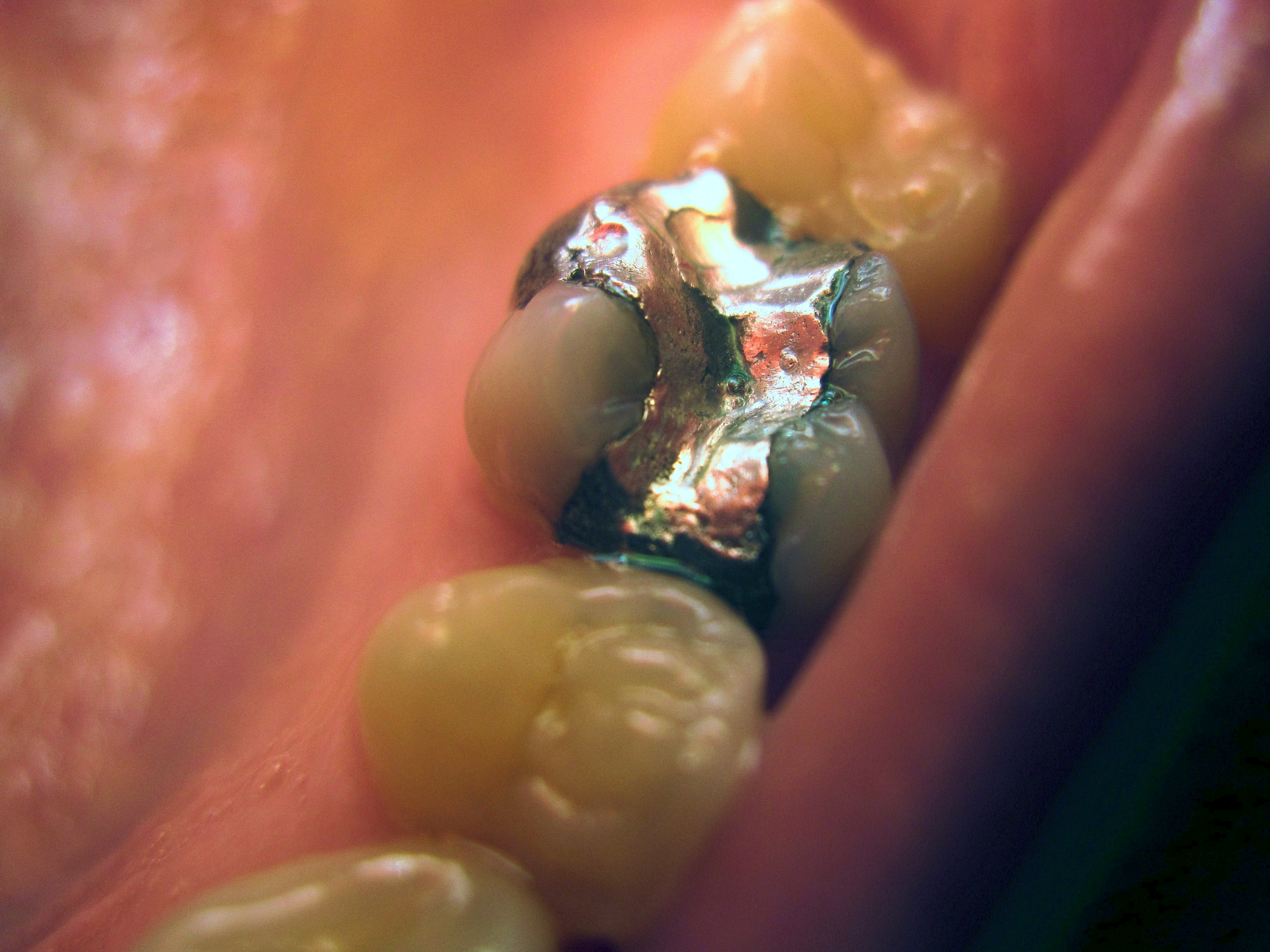
Un amalgame dentaire contient en moyenne environ un gramme de mercure.

Il s'agit de la « première source d'exposition au mercure des Européens et particulièrement des Français ». 15 à 17 tonnes de mercure sont utilisées chaque année en France pour la fabrication des amalgames dentaires. Un amalgame dentaire contient environ 1 g de mercure, dont une partie est progressivement relarguée dans la bouche,,. La quantité de mercure libérée dépend des conditions : qualité de l'amalgame et en particulier polissage, acidité et température des aliments, présence d'autres métaux dans la bouche, mastication de chewing gum…
- En fin de vie, de nombreux patients ont entre 5 et 10 amalgames, voire plus.
- Le doute sur la toxicité de l'amalgame, couplé au risque environnemental lié à la présence de mercure, a conduit certains pays d'Europe (Allemagne, Autriche, Suède, Danemark) à limiter son emploi[31].

La Russie et le Japon ont respectivement interdit l'usage d'amalgames dentaires au mercure en 1975 et 1982. Depuis le 1er janvier 2008 la Norvège a interdit l'utilisation du mercure dans les amalgames dentaires (et « interdit l'usage du mercure dans toutes les applications »).
La Convention de Minamata sur le mercure de 2013 n'a pas banni l'utilisation des amalgames dentaires au mercure, mais demande aux signataires de prendre des mesures pour éliminer progressivement leur utilisation. De nombreux pays, même parmi les plus pauvres du monde, ont signé la convention et se sont engagés à passer à une dentisterie sans mercure d’ici 2015 : l'Uruguay, le Cameroun, les Philippines, le Bangladesh, la Nouvelle-Zélande, la Suisse, etc..

### Cosmétiques
Le « mercure et ses composés » entrent dans la « liste des substances interdites dans les produits cosmétiques » (Journal officiel de l’Union européenne, Annexe II, numéro d’ordre 221), « sauf exception reprise dans l’annexe V ».
Annexe V : Liste des agents conservateurs admis dans les produits cosmétiques.

Type de produit (uniquement dans les) : « Produits pour les yeux ».

Concentration maximale dans les préparations prêtes à l'emploi : « 0,007 % en Hg ».
Ce composé a toutefois été largement utilisé dans certaine crèmes pour éclaircir la peau, notamment en Chine.

### Thermomètre et tensiomètre
Les thermomètres et tensiomètres à mercure sont interdits à la vente depuis 1998, mais ils sont encore très fréquents chez les particuliers.

### Ampoules fluorescentes
Chacune de ces lampes contient environ 3 mg de mercure, souvent indiqué sous la forme [<5 mg Hg].

### Conservateur mercuriel dans les vaccins
On utilise depuis les années 1930 le thiomersal (thimérosal aux États-Unis et Canada) comme agent conservateur dans les vaccins. En 1999, à la suite d'une enquête de la FDA sur la quantité de mercure dans les aliments, le service de la santé publique américain recommandait la suppression des dérivés de mercure dans les vaccins. Début 2009, plusieurs études scientifiques sont revenues sur le sujet, mais aucune ne montre de lien évident entre la présence de thiomersal et l'apparition de trouble neuropsychologique,.
Au Québec, le mercure a été supprimé en 1996 de tous les vaccins administrés aux enfants, à l’exception de celui contre la grippe. Cela a été fait car combiné avec quatre autres vaccins dans la même injection, celui contre la polio ne survivrait pas en présence de mercure. Le mercure a aussi été retiré en 1992 au Danemark et en 2001 aux États-Unis, pour les mêmes raisons. Dans tous les cas, ce retrait n’a eu aucun effet sur les taux d’autisme. Le Dr Fombonne précise : « Du point de vue scientifique, la question est entièrement réglée depuis des années, mais il y a un contexte légal aux États-Unis où plusieurs familles continuent à poursuivre le gouvernement et les fabricants de vaccins dans l’espoir d’obtenir des compensations financières extrêmement juteuses. Il y a également des centaines de firmes d’avocats impliquées dans ces causes qui veulent s’en mettre plein les poches et qui ont intérêt à ce que la controverse persiste même si les scientifiques l’ont réglée »

### Merbromine
La merbromine (Mercurochrome) a longtemps été utilisée comme antiseptique. Cependant, des craintes concernant sa toxicité font qu'on lui préfère des molécules plus récentes comme la povidone iodée (Bétadine). La marque « Mercurochrome » continue à fabriquer des antiseptiques, mais sans mercure. Par exemple, au Québec, Jean Coutu vend un produit du nom de « Mercurochrome » dont l'ingrédient actif est en fait de la chlorhexidine.

## Règles et seuils de précaution
Sauf précisions, on parle ici de mercure inorganique sous forme de sels Hg2+ et Hg+ . Les valeurs concernant les formes organiques du mercure sont en général inférieures. Les valeurs ne sont données qu'à titre indicatif. Le mercure élémentaire Hg0 étant peu réactif et peu toxique, sauf si inhalé sous forme de vapeur.
L'OMS fixe la dose hebdomadaire tolérable provisoire (en) (DHTP) de mercure à 5 μg par kg de poids corporel.
En France, le ministère du Travail a fixé des valeurs limites moyennes d'exposition VME (sur 8 heures, et en milieu professionnel) de :
- 0,10 mg/m3 (exprimé en Hg) pour les composés minéraux du mercure[45] ;
- 0,05 mg/m3 pour les vapeurs de mercure (car pénétrant facilement la barrière pulmonaire) ;
- 0,01 mg/m3 pour les formes organiques du mercure (dérivés alkylés), car beaucoup plus toxiques[43].

On ne doit pas dépasser une concentration de 0,3 µg/m3 pendant 24 heures consécutives pour l'air ambiant[réf. nécessaire].
L'eau potable ne doit pas contenir plus de 1 µg de mercure par litre d'eau.
Pour l'adulte, les premiers effets visibles d'une intoxication au mercure ont lieu à partir de 100 µg/L de sang, avec des symptômes neurologiques à partir de 200  à   500 µg/L.
La valeur limite pour les travailleurs exposés est généralement fixée à 15 µg/L de sang, 5 µg/L de sang pour la population générale (soit 5 µg/g de créatine pour l'urine).
En France, et dans de nombreux pays, les maladies professionnelles dues au mercure sont à déclaration obligatoire. Les travailleurs exposés doivent faire l'objet d'une surveillance spéciale. L'utilisation de cet élément polluant est aujourd'hui proscrite pour presque tous ses anciens usages, et son rejet est contrôlé.
L'étiquetage fait aussi l'objet d'une réglementation et certains travaux nécessitant de manipuler du mercure sont interdits aux femmes, aux moins de 18 ans et aux salariés intérimaires ou temporaires.

## Traitement
Le traitement se fait avec un chélateur : DMSA, DMPS. Mal pratiqué, il peut s'avérer plus nocif que bénéfique et doit être effectué sous le suivi d'un médecin expérimenté.
Une étude japonaise a en 2000 conclu à un effet protecteur de la mélatonine chez des souris de laboratoire exposées à des doses mortelles de chlorure de mercure (meilleure survie et symptômes retardés).

### Produits naturels
La chlorelle a la réputation d'éliminer les métaux lourds de l'organisme, mais aucune étude scientifique ne l'a encore démontré. Des tests en laboratoire ont montré au contraire que des lots de chlorelle du commerce pouvaient être contaminés par de l'aluminium, de l'étain, du plomb et de l'arsenic
L'ail des ours, la coriandre, etc. sont également mentionnés, mais là encore aucune étude scientifique ne semble avoir confirmé leur efficacité.